# Голмуд
Голмуд (кит. упр. 格尔木, пиньинь Gé'ěrmù, тиб. ན་གོར་མོ, Вайли Na-gor-mo, монг. ᠭᠤᠤᠯᠮᠤᠳ; Голмуд) — городской уезд Хайси-Монгольско-Тибетского автономного округа провинции Цинхай (КНР). Название взято от реки Голмуд-Гол.

## История
В 1954 году в этих местах был образован Ардуньцюйкэ-Казахский автономный район (阿尔顿曲克哈萨克族自治区) районного уровня (ликвидирован в 1985 году в связи с переселением казахов в Синьцзян), а в 1956 году в нём был создан Голмудский рабочий комитет. В 1960 году решением Госсовета КНР на основе Голмудского рабочего комитета был создан город Голмуд.
В 1965 году город Голмуд был расформирован, и был образован уезд Голмуд (格尔木县). В 1980 году он был преобразован в городской уезд.
В 2012 году было начато строительство однопутной электрифицированной железной дороги, которая соединит город с Дуньхуаном.

## Административное деление
Городской уезд Голмуд делится на 5 уличных комитетов, 2 посёлка, 2 волости.

## Экономика

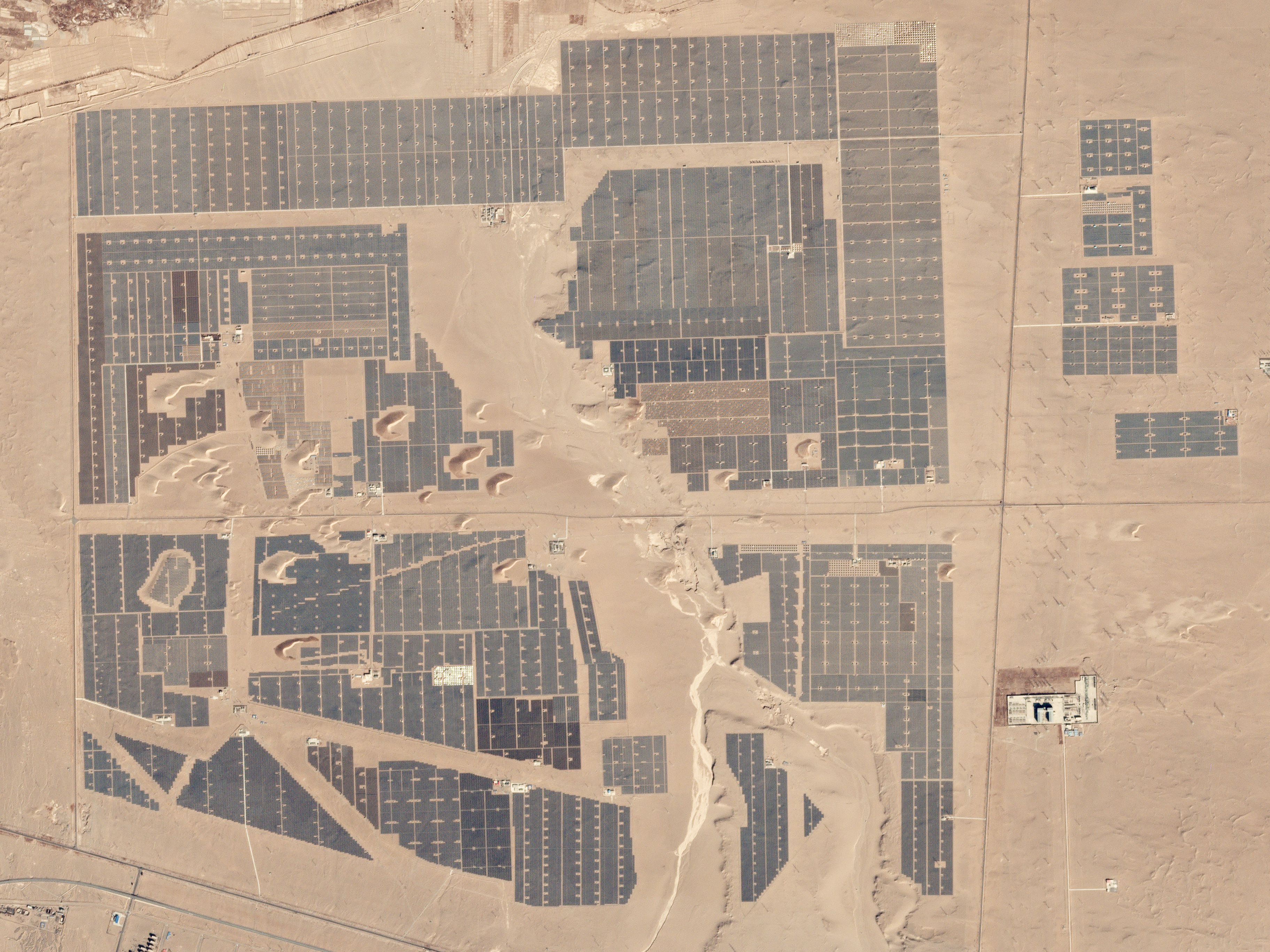
Солнечная электростанция

В районе солёного озера Дабсан-Нур (Кархан) ведётся добыча натриевой соли, калия, магния и лития; в Голмуде из сырья производят калийные удобрения (производственные мощности достигли 8 млн тонн).
Вокруг Голмуда работают и строятся обширные солнечные электростанции; ведётся строительство гидроаккумулирующей электростанции общей установленной мощности 2,4 млн кВт.
В сельской местности выращивают годжи, также развито пастбищное животноводство.

## Транспорт
Важное значение имеет железная дорога Голмуд — Корла.

## Достопримечательности
- Глобальный геопарк «Горы Куньлунь»
  - Наскальные рисунки Енюгоу возрастом около 3 тыс. лет[6]